# Tauresium

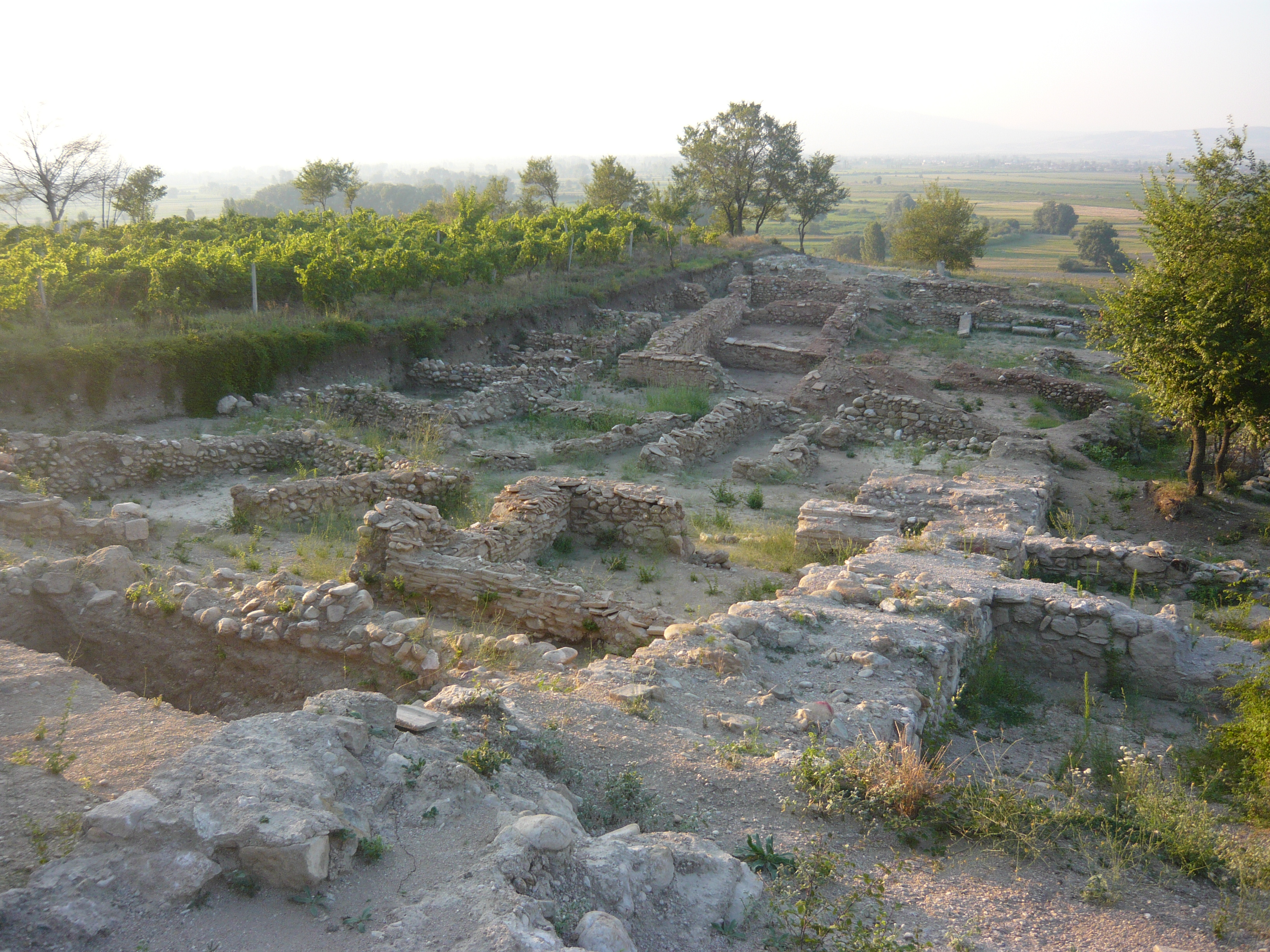
Tauresium

Tauresium (mazedonisch Тауресиум, griechisch Ταυρήσιον (Tavresion)), auch bekannt als Gradište (Градиште), ist eine archäologische Stätte in Nordmazedonien, etwa 20 km südöstlich der Landeshauptstadt Skopje. Im Jahr 480 wurde hier der Ostgotenkönig Theodahad und um 482 der spätere oströmische Kaiser Justinian I.   geboren.